# Fed Up – Du bist, was du isst
Fed Up – Du bist, was du isst ist ein Dokumentarfilm der US-amerikanischen Regisseurin Stephanie Soechtig, der die Ursachen für das in den USA weit verbreitete starke Übergewicht untersucht. Der Film konzentriert sich auf die Ursachen von Adipositas in den Vereinigten Staaten und zeigt Beweise dafür, dass die großen Mengen von Zucker in der Nahrungsmittelverarbeitung eine übersehene Wurzel des Problems sind, und weist auf die monetäre Lobby-Macht von Nahrungsmittelproduzenten hin. Außerdem werden Einflüsse dieser auf die Politik dargelegt.

## Inhalt
Fed Up – Du bist, was du isst zeigt, wie die ersten Ernährungsrichtlinien, die von der US-Regierung vor 30 Jahren erlassen wurden, die Rolle des Nahrungszuckers bei der Erhöhung der Risiken von Adipositas und Diabetes übersahen.
Eat less Exercise more: Da diese Richtlinien eine unbegrenzte Zugabe von Zucker zu Nahrungsmitteln, die von Kindern verbraucht wurden, effektiv geduldet hat, hat der Zuckerverbrauch stark zugenommen, die Fettleibigkeit ist stark gestiegen, und Generationen von Kindern sind weit dicker geworden als ihre Eltern. Diese Kinder stehen in der Folge einer beeinträchtigten Gesundheit und kürzeren Lebensspannen.
Der Film wirft einen Blick auf die Vergangenheit bis zu den 1950er Jahren. Bis dahin waren Kraftaufbauübungen verpönt. Sie seien sogar schädlich und würden die Sexualfunktion beeinträchtigen. In den 50er Jahren wies der französisch-amerikanische Wissenschaftler Jean Mayer eindeutig den Zusammenhang zwischen mangelnder Bewegung und Fettleibigkeit nach, was zu dem Beginn der Fitnesswelle führte (Bodybuilding, Krafttraining, Aerobic). Warum jedoch wird ein Volk, das in Scharen in die Fitnessstudios strömt immer fetter? Weil der Glaube, man müsse sich nur mehr bewegen, laut Experten ein Irrglaube ist.
Da die Beziehung zwischen dem hohen Zuckerverbrauch und der schlechten Gesundheit zunahm, setzte die Zuckerindustrie ihre Interessen mit fast unbegrenzten finanziellen Lobbying-Ressourcen durch und blockierte den Versuch von Eltern, Schulen, Staaten und Kongressabgeordneten, eine gesündere Diät für Kinder zur Verfügung zu stellen. Die Regierungsübernahme Ronald Reagans 1981 führte dazu, dass Gelder für Schulspeisungen gekürzt wurden und die Ernährung der Kinder in den Schulen durch Unternehmen übernommen wurde. Beispiele aus Schulkantinen werden gezeigt, wo ausschließlich Fastfood angeboten werden wird.
Der Film endet mit einer Liste von 20 Unternehmen, deren Vertreter nicht mit den Filmemachern sprechen wollten.

## Produktion
Die Regisseurin Stephanie Soechtig begleitete über zwei Jahre lang Familien, die große Probleme mit Fettleibigkeit, Diabetes und anderen Gesundheitsproblemen haben. Die Journalistin und Fernsehprominente Katie Couric war Executive Producer und fungierte als Erzählerin.
Premiere hatte der Film auf dem Sundance Filmfestival von Sundance 2014. Die RADiUS-TWC sicherte sich danach die Rechte an diesem Film. In den USA hatte der Film seine Uraufführung am 9. Mai 2014. In Deutschland erschien er am 18. November 2015 auf DVD.

## Rezeption
Fed Up – Du bist, was du isst erhielt gute Kritiken. Auf Rotten Tomatoes hat der Film 80 % positive Kritiken.
In ihrer Kritik in der L.A. Weekly, lobte Amy Nicholson den Film und nannte ihn den Inconvenient Truth der Gesundheitsbewegung. Geoffrey Berkshire schrieb in Variety "Stephanie Soechtigs Dokumentation vertrete die Botschaft von Amerikas Sucht nach ungesundem Essen effektiv." Robert Cameron Fowler von Indiewire schrieb, der Film vertrete seine Botschaft laut und deutlich:" Wir müssen unsere Essen ändern".